# Rocheservière
Rocheservière é uma comuna francesa na região administrativa da Pays de la Loire, no departamento de Vendéia. Estende-se por uma área de 28,15 km². Em 2010 a comuna tinha 3 396 habitantes (densidade: 120,6 hab./km²).